# Clot de Galvany
Clot de Galvany är en park i Spanien.   Den ligger i provinsen Provincia de Alicante och regionen Valencia, i den sydöstra delen av landet, 400 km sydost om huvudstaden Madrid. Clot de Galvany ligger 8 meter över havet.
Terrängen runt Clot de Galvany är platt. Havet är nära Clot de Galvany åt sydost.  Närmaste större samhälle är Alicante, 12,2 km norr om Clot de Galvany. 